# Сиријско хришћанство
Сиријско хришћанство (сир. ܡܫܝܚܝܘܬܐ ܣܘܪܝܝܬܐ, Mšiḥoyuṯo Suryoyto / Mšiḥāyūṯā Suryāyṯā) карактеристична је грана источног хришћанства, чији су формативни теолошки списи и традиционалне литургије изражене на класичном сиријском језику, варијатету арамејског језика. У ширем смислу, израз се такође може односити на арамејско хришћанство уопште, обухватајући тако све хришћанске традиције које се заснивају на литургијској употреби арамејског језика и његових варијација, историјских и савремених.
Заједно са грчким и латинским, класични сиријски је био један од три најважнија језика раног хришћанства. Постао је основа за развој карактеристичног сиријског облика хришћанства, који је цвјетао широм Блиског истока и других дијелова Азије током касне антике и раног средњег вијека, дајући повод за различите литургијске и деноминационе традиције, представљене у савремено доба од неколико цркава које настављају да подржавају вјерско и културно насљеђе сиријског хришћанства.
Сиријско хришћанство се састоји од двије литургијске традиције. Источносиријски обред (познат и као халкидонски, асирски, сасанидски, вавилонски и персијски обред), чија је главна анафора литургија Светих Тадеја и Марија, припада Халдејској католичкој цркви, Асирској цркви Истока, Древној цркви Истока, Сиромалабарској католичкој цркви и Халдејској сиријској цркви (посљедња је дио Асирске цркве Истока).
Западносиријски обред (познати и као антиохијски сиријски обред или обред Светог Јакова), чија је главна анафора литургија Светог Јакоба, припада Сиријској оријентално-православној цркви, Маронитској цркви, Сиријској католичкој цркви, Сиромаланкарској католичкој цркви, Маланкарској оријентално-православној цркви, Јакобитској сиријској хришћанској цркви (дио Сиријске оријентално-православне цркве) и Малабарској незавнисној сиријској цркви. Протестантске верзије овог обреда користи источнопротестантске цркве Маланкара Мар Тома сиријска црква и Евангелистичка црква Светог Томе Индије.
У Индији, аутохтони источни хришћани (хришћани Светог Томе) обје литургијске традиције (источни и западну) називају се „сиријским” хришћанима. Традиционалну источносиријску заједницу представљају Сиромалабарска католичка црква и Халдејска сиријска црква Индије (дио Асирске цркве Истока). Западносиријска литургијска традиција зведена је послије 1665, а заједницу повезану с њом представљају Јакобитска сиријска  хришћанска црква (дио Сиријске оријентално-православне цркве), Маланбарска  оријентално-православна црква (обје древноисточне), Сиромалабарска католичка црква (источнокатоличка), Малабарска мартоманска сиријска црква (дио Англиканске заједнице) и Малабарска независна сиријска црква (независна древноистична црква која није дио древноисточне заједнице).
Сиријски језик је варијетет арамејског језика, који се први пут јавио у Едеси у Горњој Месопотамији током првих вијекова н. е. Сродан је са галилејским дилајектом арамејског језика, којим је говорио Исус. Овај однос је допринијео његовом престижу међу хришћанима. Облик језик који се користио у Едеси је преовладао у хришћанским списима и био је прихваћен као стандардни облик, „згодно средство за ширење хришћанства гдје год је постојао супстрат говорног арамејског”. Подручје на којем се говорио сиријски или арамејски, било је подручје контакта и сукоба између Римског царства и Сасанидског царства, простирало се од околине Антиохије на западу до Селеукије-Ктесифона, сасанидске пријестонице (у Ираку) на истоку и обухватало је поптуну или дјелимитчну територију данашње Сирије, Либана, Израела, Палестине, Ирака, Турске и Ирана.